# Clerodendrum eucalycinum
Clerodendrum eucalycinum là một loài thực vật có hoa trong họ Hoa môi. Loài này được Oliv. mô tả khoa học đầu tiên năm 1892.